# Clymenedelfin
Clymenedelfinen (Stenella clymene) er en mindre delfinart, der er udbredt i subtropiske og tropiske dele af Atlanterhavet. Arten menes at være opstået som en krydsning mellem langnæbet delfin og stribet delfin, og blev først anerkendt som art i 1981. Indtil da blev den betragtet som en underart af den langnæbede delfin. Navnet er sandsynligvis givet efter okeaniden Klymene i græsk mytologi.

## Beskrivelse
Clymenedelfinen ligner meget den langnæbbede delfin. Næbbet på clymenedelfinen er en smule kortere end på den langnæbbede. Rygfinnen er desuden mindre trekantet og rygkappen når næsten undersidens hvide farve.
Undersiden er hvid eller lyserød. Langs siderne findes et bleggråt bælte, der løber fra hovedet og hele vejen til haleroden, hvor båndet bliver bredere. På oversiden findes en mørkegrå eller sort rygkappe. Næbbet, læberne og lufferne er mørke.
Arten bliver 1,7 til 2,0 meter lang og vejer 50-90 kg. Der vides intet om dens reproduktion, men hunner af den nærtstående langnæbbede delfin føder en enkelt kalv med to års mellemrum.
Clymenedelfinen kan foretage akrobatiske spring ligesom langnæbbet delfin, men mindre hyppigt. Den kommer tæt på skibe og rider ofte på deres bovbølger. Føden består sandsynligvis af små fisk og blæksprutter. Gruppestørrelsen varierer fra 5 til 50 individer.

## Udbredelse
Clymenedelfinen lever især i subtropiske og tropiske dele af Atlanterhavet. Dens fulde udbredelse er dog ikke præcist kendt, især ikke i den sydlige del. Grænsen for dens udbredelse i nord går omtrent fra New Jersey (USA) i vest til Marokko i øst. Den bliver jævnligt observeret i den Mexicanske Golf, men kendes ikke fra Middelhavet. Noget tyder på, at clymenedelfinen måske er den almindeligste hvalart i farvandet ud for Ghana.

## Menneskelig udnyttelse
Arten har ikke været udnyttet i stor grad af mennesker. Nogle dyr jages dog med harpun af fiskere i Caribien, og andre i net ud for det vestlige Afrika. På grund af manglende viden om bestandens størrelse er det ikke blevet vurderet af organisationen IUCN i hvor høj grad arten er truet af udryddelse.